# Abou Mouslim al-Tourkmani
Fadel Ahmed Abdoullah al-Hiyali (en arabe : فاضل أحمد عبد الله الحيالي (Fāḍil Aḥmad ʿAbd Allāh al-Ḥiyālī)), mieux connu sous ses noms de guerre, Abou Mouslim al-Tourkmani (en arabe : أبو مسلم التركماني (Abū Muslim at-Turkumānī)), Hadji Moatazz (en arabe : الحاج معتز (al-Ḥāǧǧ Muʿtaz)), ou Abou Moatazz al-Qouraïchi, né en 1959, à Tall Afar, en Irak, et mort le 18 août 2015, près de Mossoul, est un officier de l'armée irakienne, devenu ensuite un chef djihadiste de l'État islamique.

## Biographie
Fadel Ahmed Abdoullah al-Hiyali naît en 1959 à Tall Afar, dans la province de Ninive. Il serait d'origine turkmène. D'après Wassim Nasr, journaliste et spécialiste des réseaux jihadistes à France 24 , « il appartenait à une puissante tribu dont son père était l’un des piliers ».
Il intègre l'armée irakienne sous le régime de Saddam Hussein et prend part à la guerre Iran-Irak au sein de la 3e division et à la guerre du Golfe. Selon des documents découverts en Irak, al-Hiyali serait un lieutenant-colonel de l'unité de renseignement de l'armée irakienne, Istikhbarat (Direction du renseignement militaire général), qui a également passé du temps en tant qu'officier des forces spéciales dans la Garde républicaine spéciale jusqu'à l'invasion de l'Irak en 2003 par les États-Unis,.
Comme beaucoup d'autres militaires, il se retrouve sans emploi après le démantèlement de l'armée irakienne ordonné par Paul Bremer au début de l'occupation américaine. Il prend alors part à la guérilla irakienne, d'abord au sein d'un groupe d'insurgés sunnites, puis d'Al-Qaïda en Irak.
Peu après 2003, à une date exacte inconnue, il est arrêté par les autorités américaines, en tant que militaire. Il est emprisonné à camp Bucca, au sud de l'Irak, où il rencontre Abou Bakr al-Baghdadi en 2004, ainsi qu'Haji Bakr, également détenus,,. Al-Hiyali pratiquait alors une forme modérée de l'Islam.
Le 8 avril 2013, il est nommé chef adjoint de l'EIIL en Irak. En sa qualité de chef adjoint de l'Irak, al-Tourkmani dirige les opérations du groupe en Irak et supervise les 12 gouverneurs de l'EIIL basés en Irak, responsables des finances, de l’armement et des problèmes juridiques du groupe terroriste, y compris des gouverneurs fantômes identifiés dans des zones que l'EIIL ne contrôlait pas, mais qui avait des aspirations sur ces dernières.
En juin 2014, l'EIIL lance une offensive d'envergure en Irak, puis en Syrie, qui lui permet de s'emparer de vastes pans du territoire face à des forces gouvernementales en déroute. Al-Tourkmani prend part à la préparation de l'offensive contre Mossoul. Il prend ensuite le commandement après la mort d'Abou Abdel Rahman al-Bilaoui, tué au début de la bataille,.
Des informations erronées font état de son décès lors de frappes aériennes le 7 novembre 2014 et à nouveau en décembre 2014 au cours de l'opération Inherent Resolve. Cela aurait été dû à un cas d'erreur d'identification et sa mort n'a pas été confirmée par l'EIIL,,.
En 2015, les États-Unis présentent Abou Mouslim al-Tourkmani comme le numéro 2 de l'État islamique — bien que cette classification ne correspond pas à la réalité du système hiérarchique de l'EI, — et un « coordinateur de premier plan » pour le transport des armes, des explosifs et le transfert de véhicules et de personnes entre les zones tenues par l'EI en Irak et en Syrie. Il est aussi le chef des opérations en Irak.
Dans un article publié en juin 2015 dans le New York Times, il est dit qu'al-Tourkmani aurait été à la tête du conseil militaire de l'EIIL. Selon Laith Alkhouri, analyste sénior chez Flashpoint Global Partners, al-Tourkmani aurait mené le conseil de six à neuf commandants militaires qui ont dirigé la stratégie militaire du groupe terroriste.
Abou Mouslim al-Tourkmani est tué par un bombardement américain le 18 août 2015, près de Mossoul. Le gouvernement américain annonce sa mort le 21 août, des suites du tir d'un drone. Elle est également confirmée le 13 octobre 2015 par un message audio d'Abou Mohamed al-Adnani, porte-parole de l'État islamique. D'après Wassim Nasr, « la mort d’al-Hayali est une grande perte pour l’EI ».
Abou Fatima al-Jaheichi le remplace à son poste de dirigeant de l'EIIL en Irak.